# Національне шосе 17 (Естонія)
Національне шосе 17 (також шосе Кейла–Хаапсалу T17, ест. Keila–Haapsalu maantee) — є національною основною дорогою довжиною 68,8 кілометрів на північному заході Естонії. Шосе починається в Кейла на національній дорозі 8 і закінчується в Хаапсалу на національній дорозі 9.

## Маршрут
T17 проходить через такі округи та муніципалітети:
Повіт Гар'юмаа
- Кейла
- Парафія Ляене-Гар'ю

Повіт Ляенемаа
- Парафія Ляене-Нігула